# Tluwuk
Tluwuk is een bestuurslaag in het regentschap Pati van de provincie Midden-Java, Indonesië. Tluwuk telt 2442 inwoners (volkstelling 2010).